# Sri-lankische Badmintonmeisterschaft 1960
Die Sri-lankische Badmintonmeisterschaft 1960 war die achte Austragung der nationalen Titelkämpfe im Badminton in Sri Lanka. Sie fand in Colombo statt. Namal de Silva gewann im Alter von 13 Jahren und 8 Monaten ihren ersten Titel im Dameneinzel.

## Sieger und Finalisten
| Disziplin    | Gold                                 | Silber                                  |
| ------------ | ------------------------------------ | --------------------------------------- |
| Herreneinzel | Nagalingam Rasalingam                | Sam Schoorman                           |
| Dameneinzel  | Namal de Silva                       | Gwynette de Zilwa                       |
| Herrendoppel | V. Veeraraghavan A. R. L. Wijesekera | Nagalingam Rasalingam Sam Schoorman     |
| Damendoppel  | Anthea Perera Marie Perera           | N. N. Tin Kyi K. Williams               |
| Mixed        | Sam Chandrasena Namal de Silva       | Nagalingam Rasalingam K. T. Y. de Silva |